# Hexacène
L'hexacène est un composé chimique de formule C26H16 appartenant à la famille des hydrocarbures aromatiques polycycliques (HAP) et composé de six noyaux benzéniques disposés linéairement. Comme pour ses dérivés, ses propriétés de semiconducteur organique font l'objet de recherches actives.
C'est une molécule très instable, particulièrement réactive au niveau des carbones no 6 et 15 en raison de la localisation des électrons π. Son spectre doit être obtenu à partir d'échantillons récents maintenus sous atmosphère inerte d'azote ou d'argon. Il peut être isolé avec de grands substituants, notamment le 6,15-bis(tri-t-butylsilyléthynyl)hexacène, qui fond en se décomposant vers 96 °C.
La première synthèse de l'hexacène pur remonte à 1942. En 1955, il est produit par déshydrogénation d'hexacosadéshydrohexacène catalysée au palladium sur carbone. En 1982, il est décrit comme un composé bleu vert qui se décompose vers 380 °C. En 2007, une équipe a annoncé la première synthèse reproductible d'hexacène non substitué, invalidant du même coup les annonces antérieures, à partir de décarbonylation photochimique d'un précurseur dicétone :

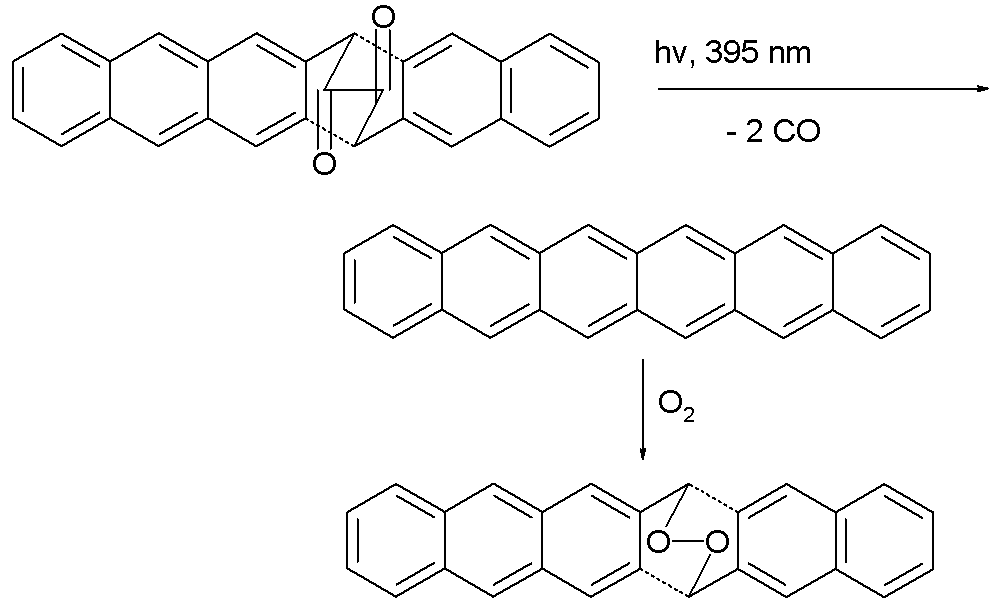
Synthèse de l'hexacène par décarbonylation d'une dicétone.

Deux phénomènes empêchent la purification de l'hexacène : il dimérise même à des concentrations aussi faibles que 10−4 M ; il est oxydé par l'air dissous. Cependant une matrice polymère en PMMA atténue suffisamment ces réactions pour permettre à l'hexacène d'y subsister une douzaine d'heures.